# Lymantriades
Lymantriades é um gênero de traça pertencente à família Arctiidae.